# Allín/Allin
Allín/Allin (baskiska: Allin) är en kommun i Spanien.   Den ligger i provinsen Provincia de Navarra och regionen Navarra, i den nordöstra delen av landet, 290 km nordost om huvudstaden Madrid. Antalet invånare är 854. Arean är 42 kvadratkilometer. Allín/Allin gränsar till Abárzuza, Zudaire, Estella-Lizarra, Igúzquiza, Metauten och Yerri. 
Terrängen i Allín/Allin är kuperad norrut, men söderut är den platt.